# Иордановка (Молдова)
Иордановка (рум. Iordanovca) — село в Бессарабском районе Молдавии. Относится к сёлам, не образующим коммуну.

## Этимология
Село существует как минимум с 1839 года. Название Иордановка происходит от фамилии землевладельца Иордана, владевшего данными землями в 19 веке.

## География
Село Иордановка расположено на правом берегу реки Когыльник примерно в 8 км к северу от города Бессарабка. Восточнее села проходит молдавско-украинская граница. Ближайшие населённые пункты — сёла Карабетовка и Абаклия. Через село проходит автодорога R3.
Высота населённого пункта - 61 метров над уровнем моря.

## Население
По данным переписи населения 2004 года, в селе Иордановка проживает 930 человек (455 мужчин, 475 женщин).
Этнический состав села:
| Национальность | Число жителей | Процентный состав |
| -------------- | ------------- | ----------------- |
| молдаване      | 912           | 98.06             |
| русские        | 6             | 0.65              |
| болгары        | 5             | 0.54              |
| гагаузы        | 4             | 0.43              |
| румыны         | 1             | 0.11              |
| прочие         | 2             | 0.22              |
| Всего          | 930           | 100%              |

По данным переписи населения 2014 года, в селе Иордановка проживает 761 человека (376 мужчин, 385 женщины)
Преобладающий этнический состав села:
Молдаване - 565 человек - 74.7%
Румыны - 187 человек - 24.7%

## Достопримечательности
В селе действует храм.